# Deutsche Meisterschaften im Bahnradsport

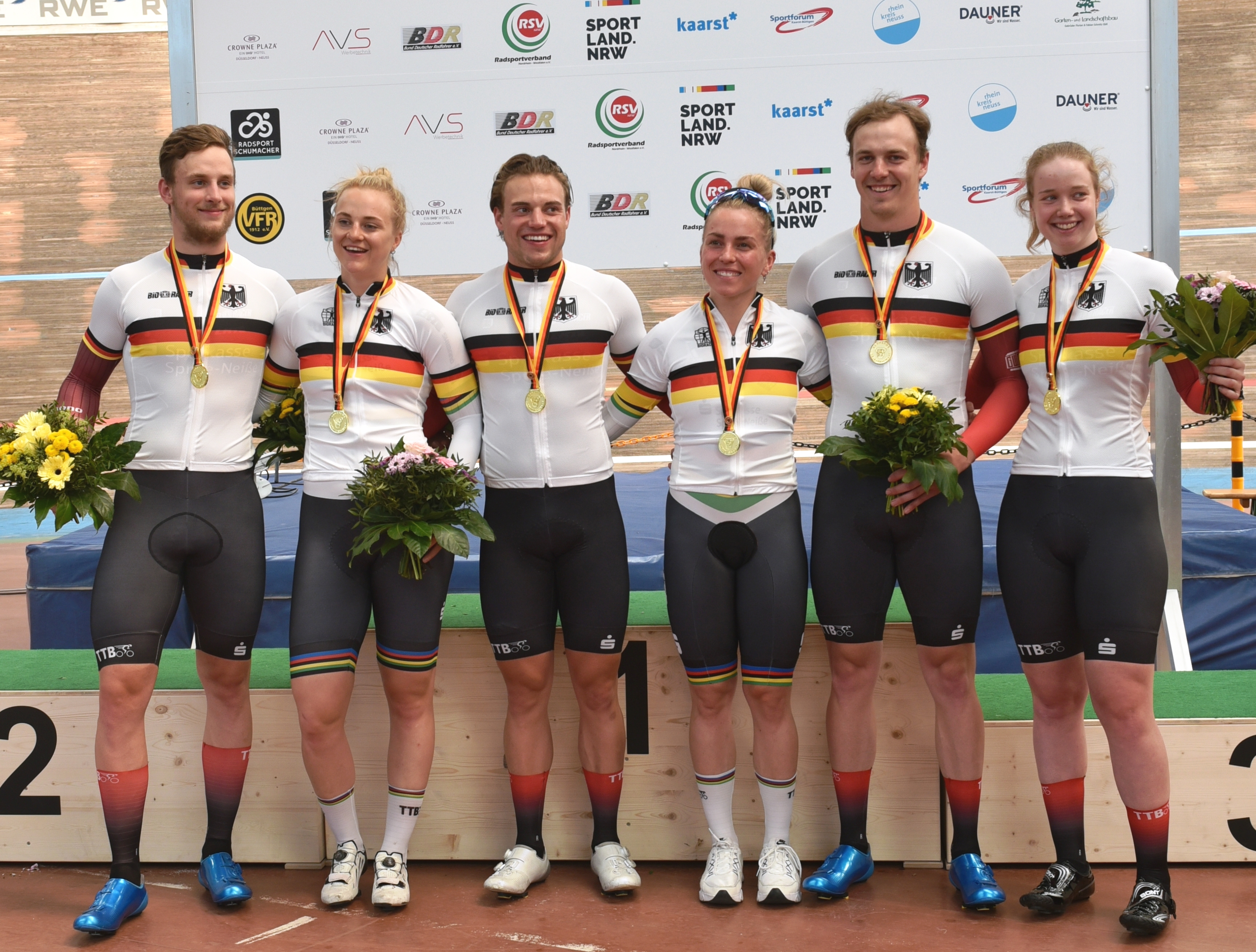
Deutsche Meister im Teamsprint (2022)

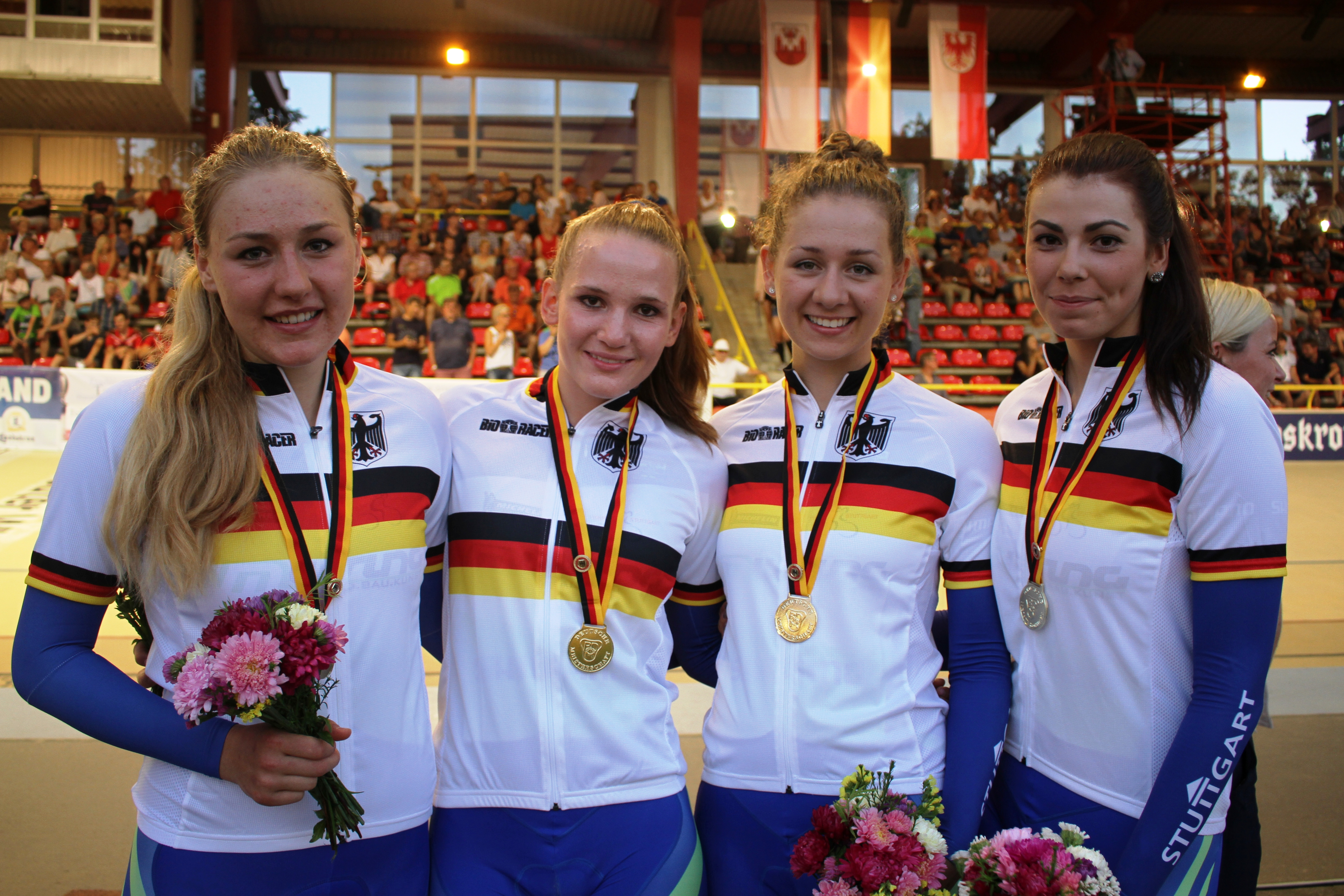
Frauen-Vierer im Meistertrikot mit Medaillen (2016)

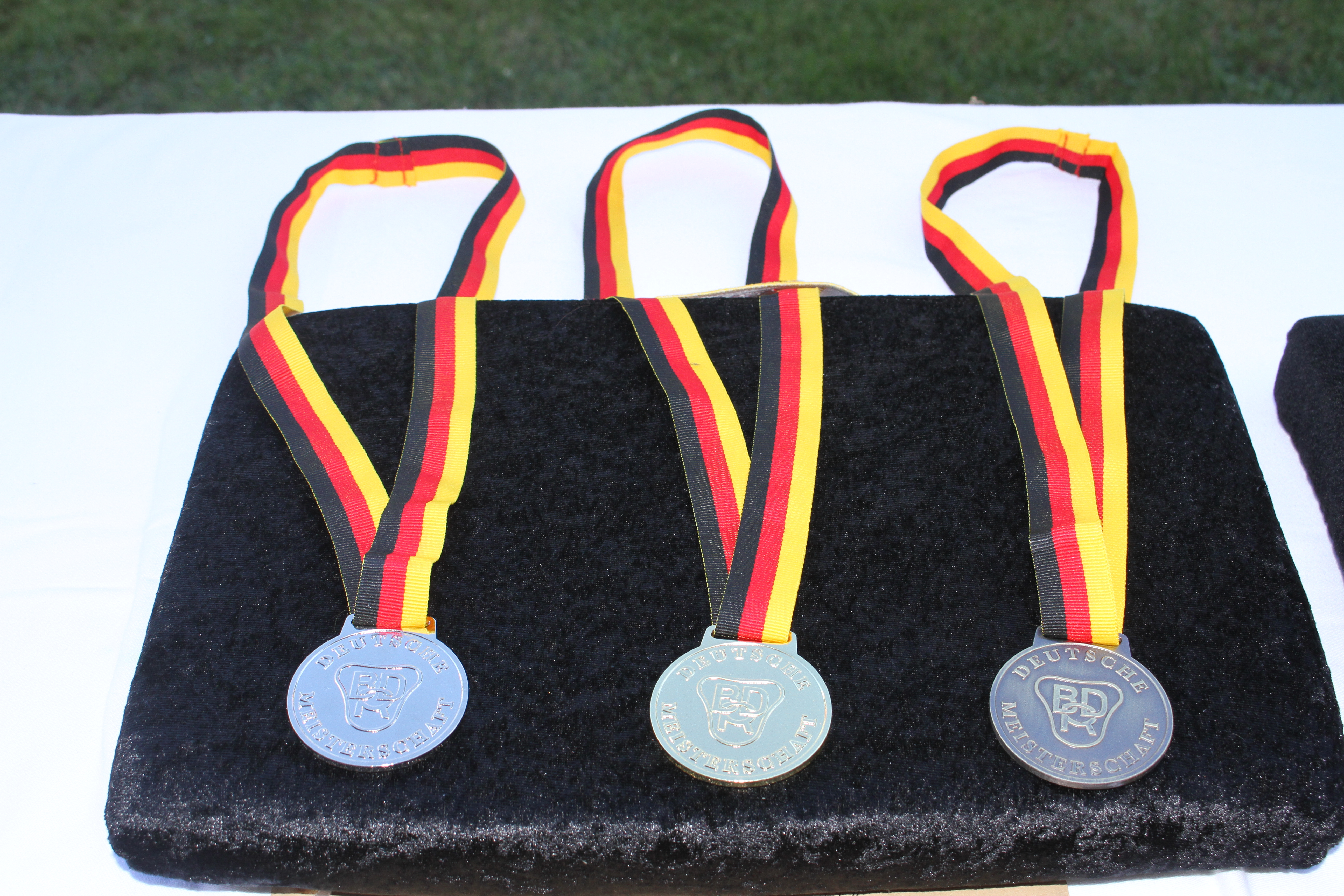
Meisterschaftsmedaillen (2016)

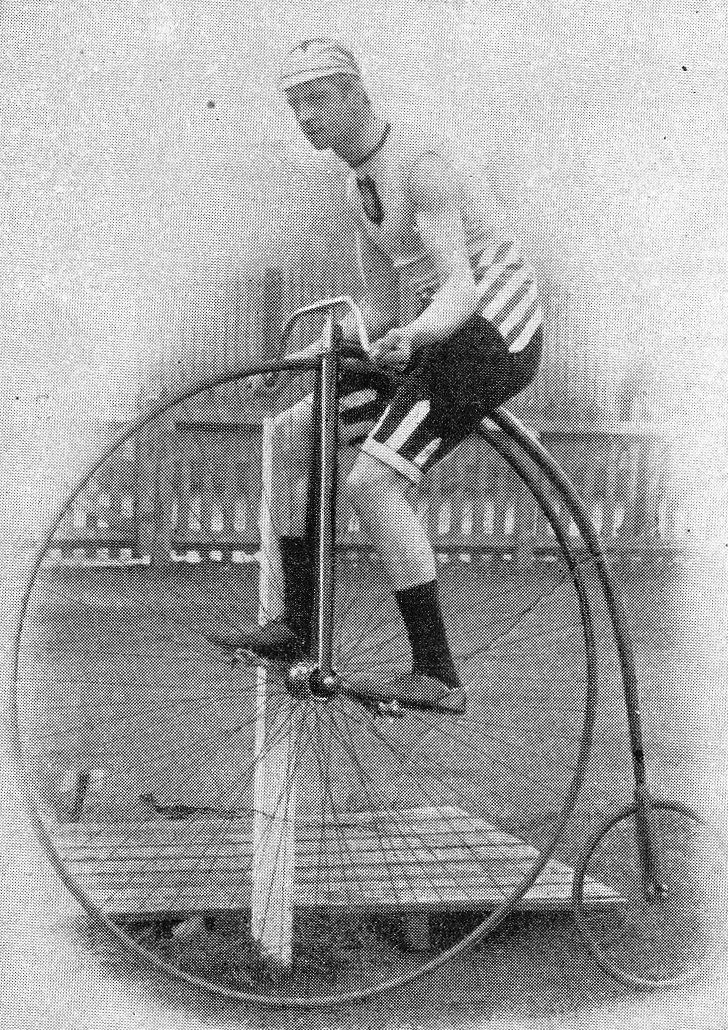
Erster deutscher Radsportmeister: August Lehr

Deutsche Meisterschaften im Bahnradsport werden seit 1884 ausgetragen. Dabei werden die deutschen Meister in den verschiedenen Disziplinen des Bahnradsports ermittelt, bis 1992 nach Profi und Amateuren unterteilt, seit 1993 in der Elite. 2016 fand nach offizieller Zählung des Bundes Deutscher Radfahrer die 130. Austragung statt.

## Geschichte
Die erste deutsche Meisterschaft fand 1884 anlässlich der Gründung des Deutschen Radfahrer-Bundes in Leipzig statt. „Meisterfahrer von Deutsch und Österreich“ wurde der Münchener Julius Huber, der 10.000 Meter in 19:58,6 Minuten absolvierte. Die ersten Meisterschaften für Amateure wurden 1890 in München auf Hochrädern, Dreirädern und Niederrädern ausgetragen. Erster Titelträger wurde der spätere Weltmeister August Lehr auf dem Hochrad, der 1895 auch deutscher Meister der Profis wurde.
Seitdem wurden nahezu jährlich – Ausnahmen bildeten Kriegs- und Nachkriegsjahre – Meisterschaften ausgetragen, jedoch äußerst unterschiedlich strukturiert. In manchen Jahren wurden die Rennen für Profis und Amateure getrennt ausgetragen, dann wiederum die für Steher (seit 1961) abgetrennt oder auch die Meisterschaft im Zweier-Mannschaftsfahren, so dass es mitunter bis zu fünf nationale Meisterschaften an verschiedenen Orten gab. Vor dem Ersten Weltkrieg durften ausländische Radsportler, die ihren ständigen Wohnsitz in Deutschland hatten oder mindestens sechs Monate in Deutschland ansässig waren, an deutschen Meisterschaften teilnehmen.
Ab 1895 wurden „Dauerrennen“ (Steherrennen) ausgetragen und bis 1898 durch Menschenkraft bewegte Mehrsitzer als Führungsmaschinen benutzt, von 1899 bis 1902 Motorzweisitzer und ab 1905 Motorräder mit einem einzigen Fahrer.
DDR-Meisterschaften im Bahnradsport für Männer wurden von 1949 bis 1989 ausgetragen, für Frauen von 1961 bis 1989. Von 1976 bis 1990 wurden für die Männer zusätzlich DDR-Meisterschaften auf der Winterbahn ausgefahren, für die Frauen von 1986 bis 1990.
Das Programm der Meisterschaften hat sich im Laufe der Zeit ständig erweitert. Seit 1976 werden deutsche Meisterschaften für Bahnradsport auch für Frauen ausgetragen, zusätzlich gibt es nationale Meisterschaften für verschiedene Altersklassen, angefangen von den Schülern bis hin zu den Masters. Die Meisterschaften des seit 2012 im olympischen Programm befindlichen Mehrkampfes Omnium der Elite werden getrennt von den restlichen Disziplinen ausgetragen (Stand 2016).

## Aktuelle Disziplinen
| Männer (Profis, ab 1993 Elite/open) - Derny (ab 1993) - Einerverfolgung (ab 1947) - Einzelzeitfahren (ab 1993) - Mannschaftsverfolgung (ab 1993) - Omnium (ab 2011) - Punktefahren (ab 1994) - Scratch (ab 2011) - Sprint (ab 1895) - Steher (ab 1895) - Tandem (1993–94) - Teamsprint (ab 1996) - Zweier-Mannschaftsfahren (ab 1946, mit Unterbrechungen bis 1983, dann ab 1994) Männer (Amateure, bis 1992) - Derny (ab 1978) - Einerverfolgung (ab 1948) - Einzelzeitfahren (ab 1960) - Keirin (ab 1994) - Mannschaftsverfolgung (ab 1924) - Omnium (1961 bis 1984) - Punktefahren (ab 1947) - Sprint (ab 1890) - Steher (ab 1895) - Tandem (ab 1931) - Zweier-Mannschaftsfahren (ab 1947) | Frauen - Einerverfolgung (ab 1976) - Einzelzeitfahren (ab 1990) - Keirin (ab 2003) - Mannschaftsverfolgung (ab 2011) - Omnium (ab 2011) - Punktefahren (ab 1988) - Scratch (ab 2011) - Sprint (ab 1976) - Teamsprint (ab 2011) - Zweier-Mannschaftsfahren (ab 2017) |